# Гленко (Флорида)
Гленко (енгл. Glencoe) насељено је место без административног статуса у америчкој савезној држави Флорида.

## Демографија
По попису из 2010. године број становника је 2.582, што је 97 (3,9%) становника више него 2000. године.
| Група             | 2000.         | 2010.         |
| Белци             | 2.412 (97,1%) | 2.454 (95,0%) |
| Афроамериканци    | 27 (1,1%)     | 26 (1,0%)     |
| Азијати           | 3 (0,1%)      | 15 (0,6%)     |
| Хиспаноамериканци | 24 (1,0%)     | 58 (2,2%)     |
| Укупно            | 2.485         | 2.582         |